# His First Flame
His First Flame – amerykański film z 1927 roku w reżyserii Harry'ego Edwardsa.

## Obsada aktorska
- Harry Langdon – Harry Howells
- Natalie Kingston – Ethel Morgan
- Ruth Hiat – Mary Morgan
- Vernon Dent – Amos McCarthy
- Bud Jamison – Hector Benedict
- Dot Farley – Mrs. Benedict
- William McCall